# Изабелия

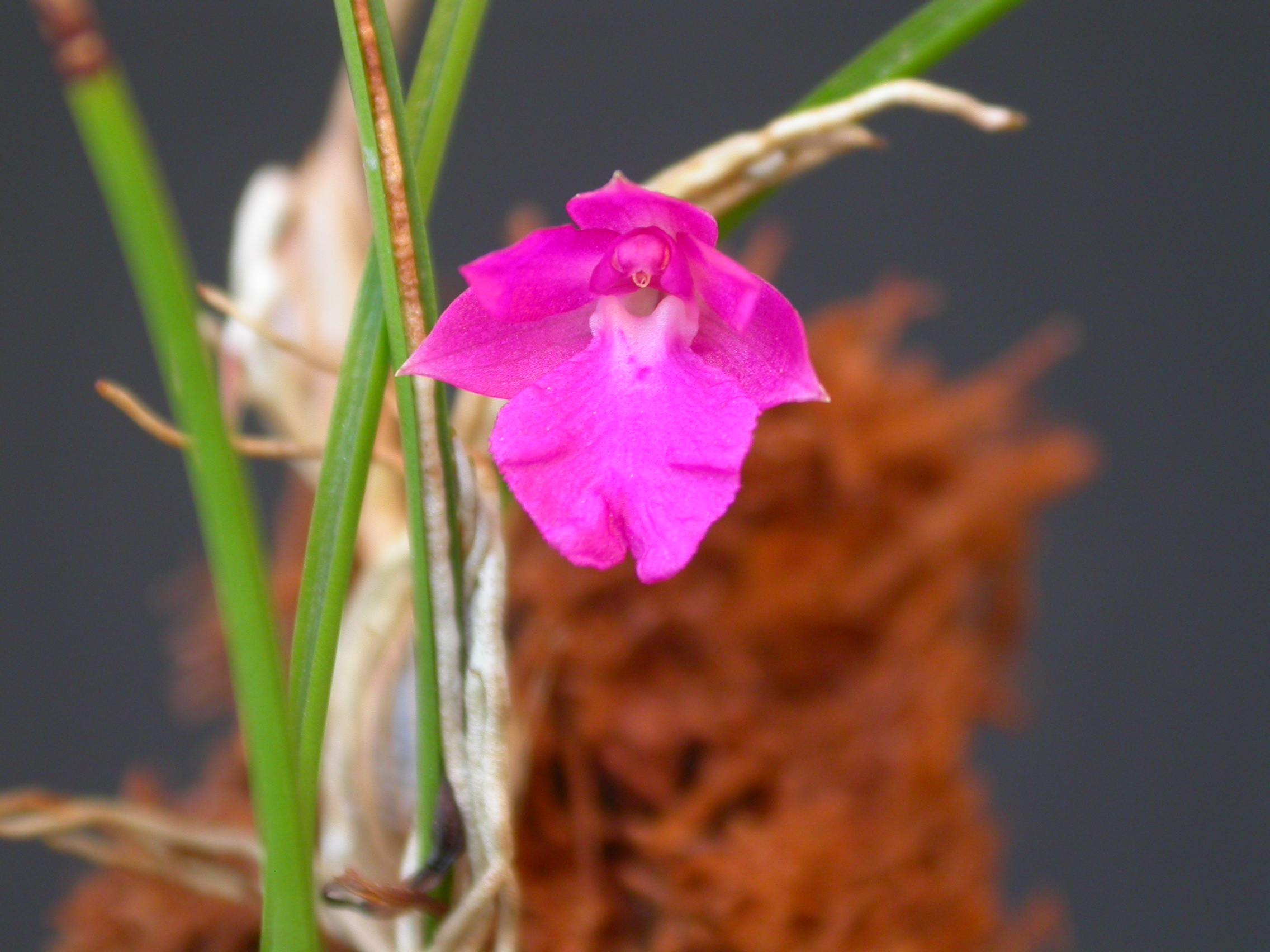
Isabelia pulchella

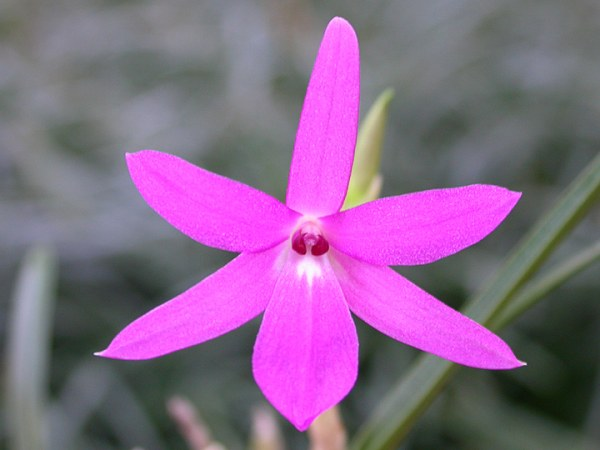
Isabelia violacea

Изабелия (лат. Isabelia) — род эпифитных, реже литофитных многолетних трявянистых растений семейства Орхидные, или Ятрышниковые (Orchidaceae).
Аббревиатура родового названия — Isa.
Включает 3 вида.

## Синонимы
По данным Королевских ботанических садов в Кью:
- Neolauchea Kraenzl., 1897
- Sophronitella Schltr., 1925
- ×Isanitella Leinig, 1971

## Этимологияи история описания
Описан ботаником Жоаном Барбозой Родригесом (порт. João Barbosa Rodrigues, 1842—1909) в 1877 году.
Назван в честь Изабеллы (порт. Isabel, 1846—1921), кронпринцессы и регента Бразилии во время царствования Педру II, впоследствии возглавившей бразильский императорский дом, де-юре императрицы Бразилии.

## Распространение
Юго-восточная и южная Бразилия.

## Биологическое описание
Миниатюрные симподиальные растения. 

Псевдобульбы веретеновидные.

## Виды
Список видов по данным Королевских ботанических садов в Кью:
- Isabelia pulchella (Kraenzl.) C.Van den Berg & M.W.Chase, 2001
  - [syn.  Isabelia pulchella (Kraenzl.) Senghas & Teusch.]
  - [syn.  Neolauchea pulchella Kraenzl.]
- Isabelia violacea (Lindl.) C.Van den Berg & M.W.Chase, 2001
  - [syn.  Cattleya violacea (Lindley) Beer], 1854
  - [syn.  Sophronia violacea (Lindl.) Kuntze], 1891
  - [syn.  Sophronitis violacea Lindl.], 1840
- Isabelia virginalis Barb.Rodr. typus, 1877

## Природныегибриды
Isanitella ×pabstii — Isabelia pulchella × Isabelia violacea (Leinig) C.Van den Berg & M.W.Chase